# پوتکوآوا
شهر پوتکوآوا (به رومانیایی: Potcoava) در شهرستان اول در کشور رومانی واقع شده‌است. جمعیت این شهر ۶٬۱۱۱ نفر  است.